# Cotinusa bisetosa
Cotinusa bisetosa är en spindelart som beskrevs av Simon 1900. Cotinusa bisetosa ingår i släktet Cotinusa och familjen hoppspindlar. Inga underarter finns listade i Catalogue of Life.